# Mārtiņš Rubenis
Mārtiņš Rubenis, né le 26 septembre 1978 à Riga, est un lugeur letton.

## Palmarès
- Jeux olympiques
  -  Médaille de bronze en luge simple en 2006, aux Jeux olympiques d'hiver de 2006 à Turin
  -  Médaille de bronze en relais par équipes en 2014, aux Jeux olympiques d'hiver de 2014 à Sotchi

- Championnats du monde de luge
  -  Médaille d'argent en luge simple en 2003 à Sigulda
  -  Médaille de bronze en luge simple 2004 à Nagano
  - 11e en luge simple 2005 à Park City